# Truth Over Magnitude
Truth Over Magnitude – album studyjny austriackiej piosenkarki Conchity Wurst, wydany 25 października 2019 nakładem wydawnictwa muzycznego Sony Music.
Album dotarł do 3. miejsca na oficjalnej austriackiej liście sprzedaży Ö3 Austria Top 40.

## Lista utworów
Opracowano na podstawie materiału źródłowego.
1. „Trash All the Glam” – 4:19
2. „Satori” – 3:44
3. „To the Beat” – 3:46
4. „Can’t Come Back” – 3:01
5. „Hit Me” – 3:38
6. „See Me Now” – 3:20
7. „Resign” – 5:32
8. „Under the Gun” – 3:26
9. „Kuku” – 3:20
10. „Forward” – 3:39
11. „SIX” – 3:50
12. „Truth Over Magnitude” – 4:04

## Pozycja na liście sprzedaży
| Kraj    | Notowanie (2019)  | Najwyższa pozycja |
| ------- | ----------------- | ----------------- |
| Austria | Ö3 Austria Top 40 | 3                 |